# Panicum mertensii
Panicum mertensii är en gräsart som beskrevs av Albrecht Wilhelm Roth. Panicum mertensii ingår i släktet vipphirser, och familjen gräs. Inga underarter finns listade i Catalogue of Life.